# ANobii
Anobii è un social network dedicato ai libri.

## Storia
(Greg Sung, incontro pubblico a Milano, 4 febbraio 2009)
Creato nell'agosto 2006 a Hong Kong, è considerato un esempio del Web 2.0 ed è diffuso in 13 lingue diverse, tra cui l'italiano, classificando oltre 43 milioni di libri. Il nome Anobii deriva dal nome dell'Anobium punctatum, il "tarlo della carta"; nei paesi anglosassoni con l'epiteto bookworm viene infatti metaforicamente etichettato chi passa molto tempo sui libri.
Il 2 marzo 2011 il fondatore Greg Sung annuncia l'acquisizione di Anobii da parte di una start-up inglese guidata da HMV Group e supportata da HarperCollins, Penguin e Random House. L'allora AD Matteo Berlucchi esordiva annunciando un rinnovo della piattaforma (Anobii 2.0) con l'obiettivo di integrare funzioni sociali e vendita di libri/ebook. Nonostante l'apporto di qualche miglioria, il progetto non fu mai portato a termine.
Il 12 giugno 2012 la Sainsbury's Supermarkets Ltd. acquisisce il 64% delle partecipazioni per 1 £.
L'11 marzo 2014 il gruppo Mondadori annuncia l'acquisizione della rete sociale, poi ceduta a Ovolab nel giugno 2019.

## Caratteristiche
Gli utenti iscritti possono mettere in linea la propria libreria attraverso i codici ISBN o un motore di ricerca interno, condividendo recensioni, commenti, votazioni, dati sull'acquisto e sulla lettura, lista dei desideri e suggerimenti con altri utenti, direttamente o attraverso gruppi. Tale rete permette anche lo scambio e la vendita di libri tra utenti.
Anobii consente la visualizzazione delle librerie degli altri utenti ed esegue in automatico un calcolo di compatibilità con la propria espresso in percentuale. Questa funzione consente di individuare le librerie simili alle proprie e di tenere d'occhio quelle più affini ai propri gusti per scoprire nuovi libri e nuovi autori. Inoltre Anobii consente di estrapolare dati sulla propria libreria, come il numero di pagine lette in un determinato anno, il numero di altri utenti che l'hanno visitata, gli utenti che grazie a quella libreria hanno scoperto nuovi libri.
I libri vengono inseriti nella propria libreria attraverso il codice ISBN, titolo del volume, editore o autore. La modifica delle copertine dei libri o qualsiasi altro dato può essere richiesta dagli utenti qualora non fossero presenti.
Anobii è inoltre disponibile nel formato mobile degli smartphone come app per iOS e Android e permette agli utenti di inserire in automatico nella propria libreria i propri libri effettuando una scansione del codice ISBN del libro.